# Baltimore Colts 1959
La stagione 1959 dei Baltimore Colts è stata la sesta della franchigia nella National Football League. Sotto la direzione del capo-allenatore al quarto anno Weeb Ewbank, la squadra vinse 9 partite, terminando al primo posto della Western Conference. Nella finale di campionato batté come l'anno precedente i New York Giants, bissando il titolo di campione NFL.
Il quarterback dei Colts Johnny Unitas ebbe una delle migliori stagioni della storia della NFL per un passatore. Secondo Cold Hard Football Facts, "i 32 touchdown [di Unitas] furono un record NFL –- l'unico a passarne 30 nei primi quarant'anni di storia della NFL –- e rimangono il massimo per una stagione da 12 partite. Egli si trovò nel mezzo della sua striscia da 47 partite consecutive con almeno un passaggio da touchdown e ne passò in ogni singola gara del 1959."
Cold Hard Football Facts afferma inoltre che i Colts del 1959 Colts sono stati l'unica squadra della storia della NFL a guidare la lega in passer rating sia offensivo che difensivo per due anni consecutivi (1958–1959). Ogni altra squadra che abbia guidato la NFL in entrambe le categorie ha vinto il campionato.
I Colts sconfissero i Green Bay Packers per due volte nella prima stagione di Vince Lombardi come capo-allenatore. Baltimore non fece ritorno in finale di campionato fino al 1964 e il loro successivo titolo NFL giunse nel 1968.

## Calendario
| Stagione regolare |              |                        |           |        |                               |          |
| Turno             | Data         | Avversario             | Risultato | Record | Stadio                        | Pubblico |
| 1                 | 27 settembre | Detroit Lions          | V 21–9    | 1–0    | Memorial Stadium              | 55,588   |
| 2                 | 3 ottobre    | Chicago Bears          | S 21–26   | 1–1    | Memorial Stadium              | 57,557   |
| 3                 | 11 ottobre   | at Detroit Lions       | V 31–24   | 2–1    | Tiger Stadium                 | 54,197   |
| 4                 | 18 ottobre   | at Chicago Bears       | V 21–7    | 3–1    | Wrigley Field                 | 48,430   |
| 5                 | 25 ottobre   | Green Bay Packers      | V 38–21   | 4–1    | Memorial Stadium              | 57,557   |
| 6                 | 1º novembre  | Cleveland Browns       | S 31–38   | 4–2    | Memorial Stadium              | 57,557   |
| 7                 | 8 novembre   | at Washington Redskins | S 24–27   | 4–3    | Griffith Stadium              | 32,773   |
| 8                 | 15 novembre  | at Green Bay Packers   | V 28–24   | 5–3    | Milwaukee County Stadium      | 25,521   |
| 9                 | 22 novembre  | San Francisco 49ers    | V 45–14   | 6–3    | Memorial Stadium              | 57,557   |
| 10                | 29 novembre  | Los Angeles Rams       | V 35–21   | 7–3    | Memorial Stadium              | 57,557   |
| 11                | 5 dicembre   | at San Francisco 49ers | V 34–14   | 8–3    | Kezar Stadium                 | 59,075   |
| 12                | 12 dicembre  | at Los Angeles Rams    | V 45–26   | 9–3    | Los Angeles Memorial Coliseum | 65,528   |

### Playoff
| Playoff          |                  |                 |           |                  |          |
| Turno            | Data             | Avversario      | Risultato | Stadio           | Pubblico |
| NFL Championship | 27 dicembre 1959 | New York Giants | W 31–16   | Memorial Stadium | 57,545   |

## Classifiche
| NFL Western Conference |   |    |   |      |      |     |     |     |
|                        | V | S  | P | %    | CONF | PF  | PS  | STR |
| Baltimore Colts        | 9 | 3  | 0 | .750 | 9–1  | 374 | 251 | V5  |
| Chicago Bears          | 8 | 4  | 0 | .667 | 6–4  | 252 | 196 | V7  |
| San Francisco 49ers    | 7 | 5  | 0 | .583 | 5–5  | 255 | 237 | S2  |
| Green Bay Packers      | 7 | 5  | 0 | .583 | 6–4  | 248 | 246 | V4  |
| Detroit Lions          | 3 | 8  | 1 | .273 | 2–8  | 203 | 275 | S1  |
| Los Angeles Rams       | 2 | 10 | 0 | .167 | 2–8  | 242 | 315 | S8  |

Nota: I pareggi non venivano conteggiati ai fini della classifica fino al 1972.

## Premi
- Johnny Unitas:

MVP della NFL